# Ctenus marginatus
Ctenus marginatus este o specie de păianjeni din genul Ctenus, familia Ctenidae, descrisă de Walckenaer, 1847. Conform Catalogue of Life specia Ctenus marginatus nu are subspecii cunoscute.